# Carlos Guerrero
Carlos Eduardo Guerrero Zavala (ur. 14 lutego 2000 w León) – meksykański piłkarz występujący na pozycji środkowego pomocnika, od 2021 roku zawodnik Alebrijes.